# Krevetka severní
Krevetka severní (Pandalus borealis) je malá chladnovodní kreveta. Žije v severských mořích kolem severního pólu – ve Skandinávii, Grónsku, Aljašce a v okolí Japonska a východního Ruska. Dosahují délky 165 milimetrů, samci však nanejvýš 120 mm. Žijí v mělkých mořích, ale i v hloubkách až 1200 metrů. Jsou běžně loveny jako delikatesa a připravovány jako pokrm, ročně se vyprodukuje více než 400 000 tun.